# 千佛乡 (渠县)
千佛乡，是中华人民共和国四川省达州市渠县曾经下辖的一个乡。2019年12月，撤销千佛乡，将其所属行政区域划归贵福镇管辖。

## 行政区划
千佛乡撤销前下辖以下地区：
千佛社区、水井村、齐心村、花石村、团结村和精华村。